# 로젠한 실험
로젠한 실험(Rosenhan experiment, Thud experiment)은 정신의학 진단의 정확성을 평가하기 위해 수행된 실험이었다. 실험자들은 가짜 환자들을 정신병원에 들어가게 하여 이후 스스로 정상 퇴원할 수 있게 하였다. 이들은 정신 질환을 진단받았으며 항정신병제제를 투여받았다. 이 연구는 스탠포드 대학교 교수 심리학자 데이비드 로젠한이 수행하였으며 1973년 사이언스지에 정신병원에서 정상으로 살아가기(On Being Sane in Insane Places)라는 제목의 논문을 출간하였다. 심리의학 진단의 중요하고 영향력 있는 비판으로 간주된다.
로젠한의 연구는 8개 부분으로 완수되었다. 첫 부분은 건강한 가짜 환자들(3명의 여성과 로젠한을 포함한 5명의 남성)이 미국 5개주의 12개 정신병원에 입원하는 것이었다. 모두가 입원되어 정신 질환 진단을 받았다. 입원 후 가짜 환자들은 정상적으로 행동했으며 직원에게 자신들은 상태가 괜찮다고 느끼며 더 이상 어떠한 환청을 경험하지 못한다고 이야기하였다. 모두가 정신 질환을 지니고 있다고 인정하도록 강요받았으며 질환을 이유로 정신의약품 섭취를 동의해야 했다. 환자가 병동에서 보낸 평균 시간은 19일이었다. 한 명을 제외한 모든 사람이 퇴원 전 병에 차도가 있는 조현병 진단을 받았다.

## 같이 보기
- 반정신의학(anti-psychiatry)